# Сікачка
Сіка́чка, заст. сіка́ч — знаряддя для шаткування, січення капусти. Має вигляд напівкруглого (у формі півмісяця) леза, з вертикально прикріпленим за допомогою хвостовика чи втулки держаком. Лезо могло бути подвійним: з двох розташованих паралельно чи хрестоподібно полотен. Первісно сікачки виготовлялися куванням, потім з'явилися штамповані зі сталевого листу. Традиційні вироби ковалів могли бути прикрашені елементами елементами художньої ковані.
Використовується для шаткування капусти в дерев'яному кориті з напівкруглим дном. Тісний дотик ріжучої крайки до стінок посудини пришвидшує процес січення.
До появи м'ясорубок сікачки використовувалися для подрібнення м'яса та деяких інших продуктів. Зараз їх застосовують для шаткування прибічники традиційних технологій приготування квашеної капусти.